# Cold (Ekklesiast)
Cold, Holod (Холод) autoprodotto nel 2003 e poi riproposto nel 2005 dalla Solitude Productions, è il secondo album full-length del gruppo musicale doom metal russo Ekklesiast, prodotto nel 2003 e ristampato nel 2005.
L'album, che segue When the Dead Boughs Will Awake from the Dreams del 2001, richiama alla mente gruppi come i Morphia ed i Royla Anguish di Mysterion.
Il disco venne registrato un paio d'anni dopo il precedente album, e fu distribuito come demo autoprodotta in pochissime copie.
Nel 2005 il gruppo firma per la Solitude Productions, che realizza una versione su larga scala di questo disco, garantendone una distribuzione capillare e professionale.
Le due versioni sono del tutto uguali, a parte però la presenza di titoli in cirillico per molte song e per il nome del disco stesso che diviene, nel mercato dell'ex impero sovietico, Holod. La grafica è professionale e le liriche per lo più in russo ed inglese.

## I brani
Flower of dismay, brano di apertura del disco trasporta l'ascoltatore fra gocce di pioggia che si infrangono e tuoni lontani. Questa è l'unica traccia corredata di un ampio tappeto di tastiere che si giova con esse di atmosfere soffuse ma che vanta anche un perpetrato duetto tra una main line vocale maschile e la gradevole voce femminile di Luba Medvedeva. Il pezzo è chiuso da un violento turbinio di chitarre distorte, che fa da introduzione alla successiva Microcosmos, traccia dal sound black-oriented.
La successiva From a Reveries è un brano dalle tinte forti, con decisi interventi growl ma con una linea vocale principale totalmente pulita. Tralasciando la successiva Turning to ice si approda al brano Eyes of Alien Worlds che a tratti richiama con decisione il tipico sound degli Orphaned Land.
I successivi 7 minuti e 20 secondi di Flame of Desires propongo un sound decisamente sperimentale unendo una grave e lenta marcia doom metal (affidata al sintetizzatore) a melodie distese di chitarra. Dei brani successivi, degno di nota, è l'intreccio di melodia e violenza presentato da  This world without us, che riesce ad unire sapientemente melodia e distorsione.

### TracceHolod(Холод) 2005
1. Cvetok Trevogi (Flower of Anxiety)
2. Microcosm
3. Release From Reveries
4. Prevrashyayas v Led (Turning to Ice)
5. Glaza Cuzich Mirov (The Eyes of Foreign Worlds)
6. Plamya Zhelanij (Flame of Desires)
7. Seasons
8. Destiny's End
9. Eta Zemlya bez nas (This Earth Without Us)
10. Step To Eternity

### TracceCold2003
1. Flower of Dismay
2. Microcosmos
3. Release from a Reveries
4. Turning to Ice
5. Eyes of Alien Worlds
6. Flame of Desires
7. Seasons
8. Destiny's End
9. This World Without Us
10. Step to Eternity

## Formazione

### Gruppo
- Alexandr Senin - chitarra, voce
- Artyom Dolina - basso
- Ferki Vidishichi - batteria

### Altri musicisti
- Luba Medvedeva - voce (tracce: 1, 2, 4)
- Konstantin D. Spiral - voce (tracce: 2, 6)
- Evgeny "John" Kmn - tastiere (traccia 1)